# Masque de Guinée

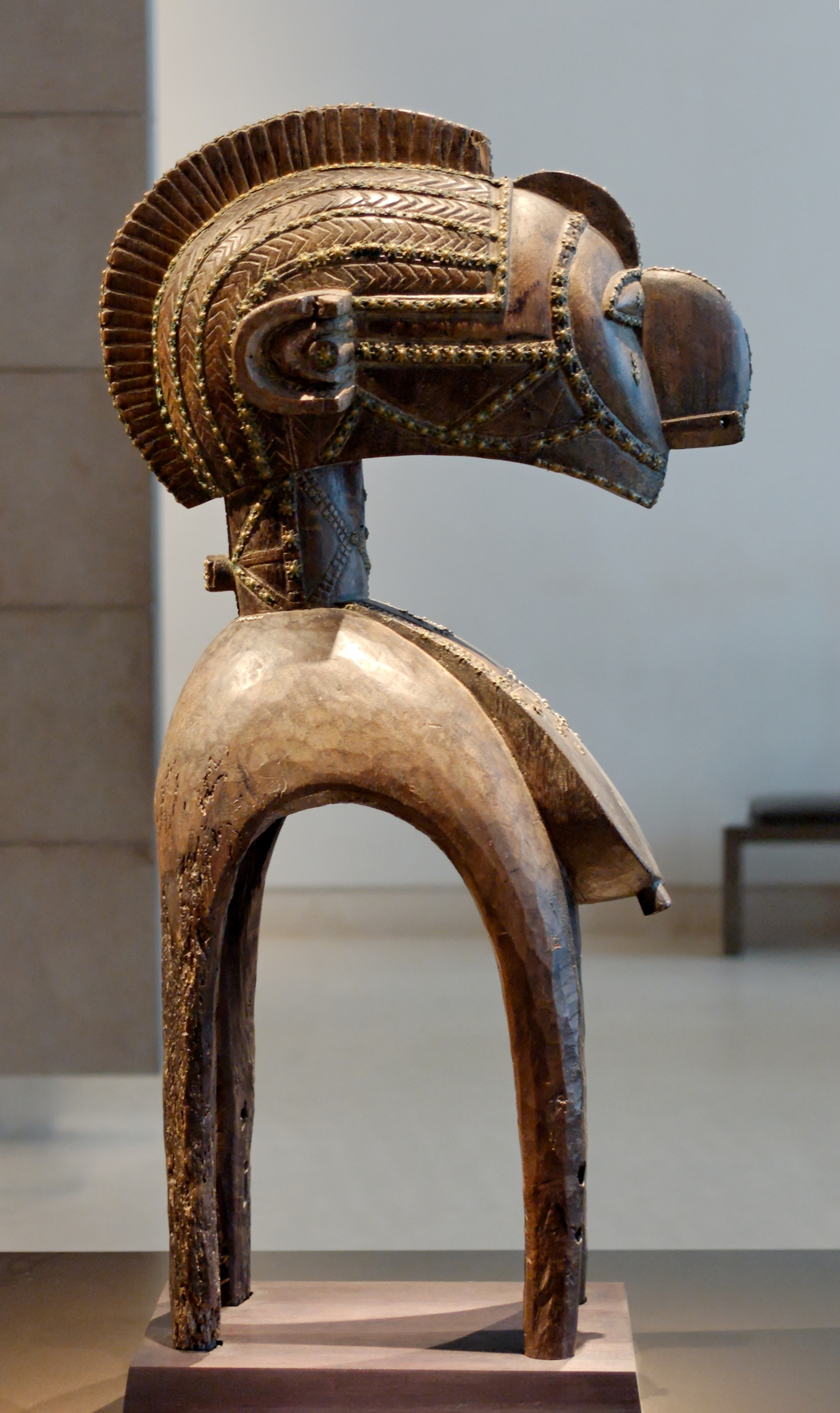
Masque nimba

Les masques de la Guinée, comme dans la plupart des pays d'Afrique, revêtent une grande importance lors des différentes cérémonies qui ponctuent la vie des populations. Dans un certain nombre de cérémonies, en particulier les bagas, la sortie des masques est associée à celle des marionnettes.
Chaque année, dans le bagataye, Il préside les cérémonies de mariage et aider les femmes à procréer

## Masques bagas
- Masque nimba (Déesse de la fertilité)
- Macholi
- Ninkinanka
- Kanu ou Atshol

## Masques landouma

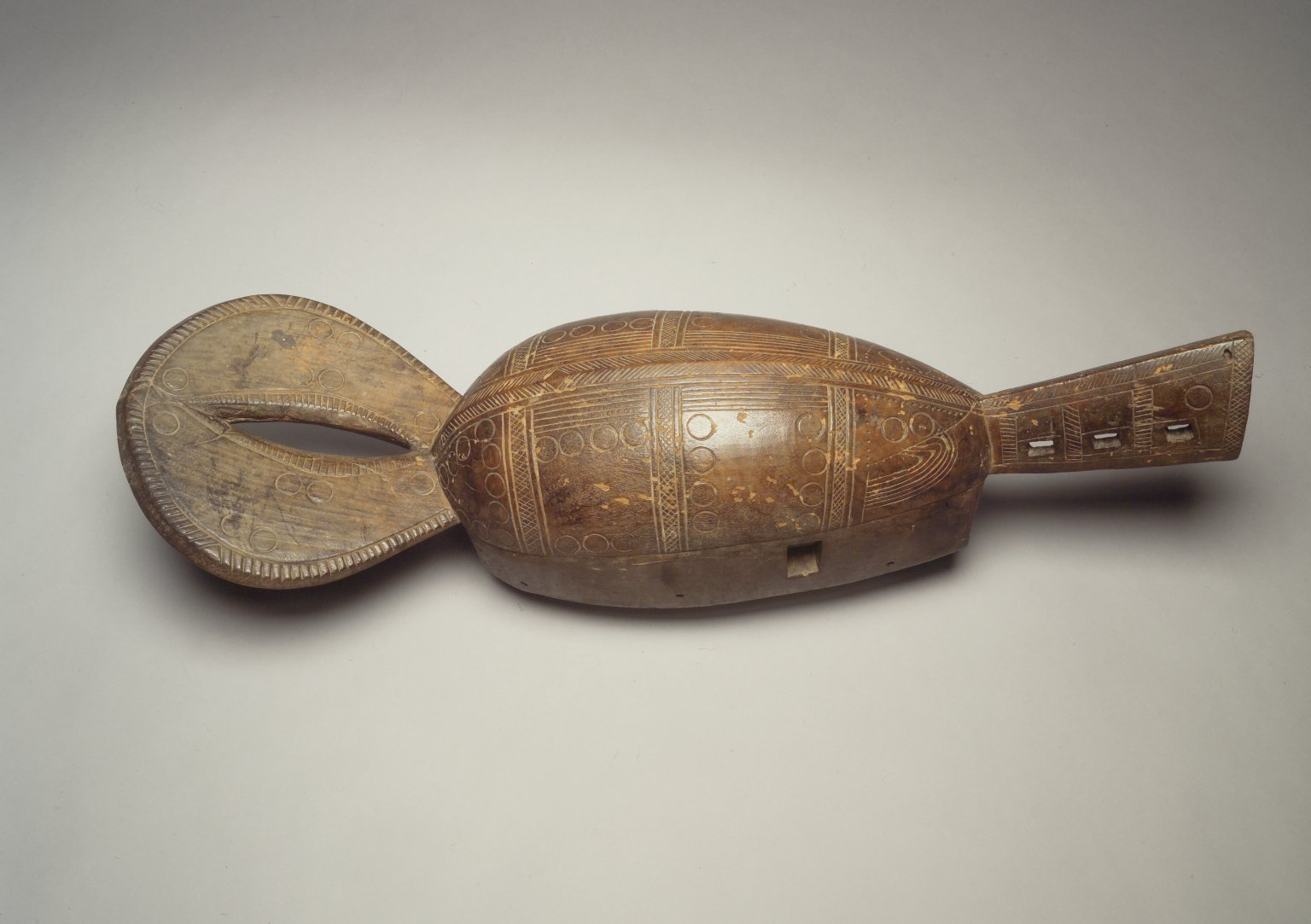
Masque-cimier Tonkongba

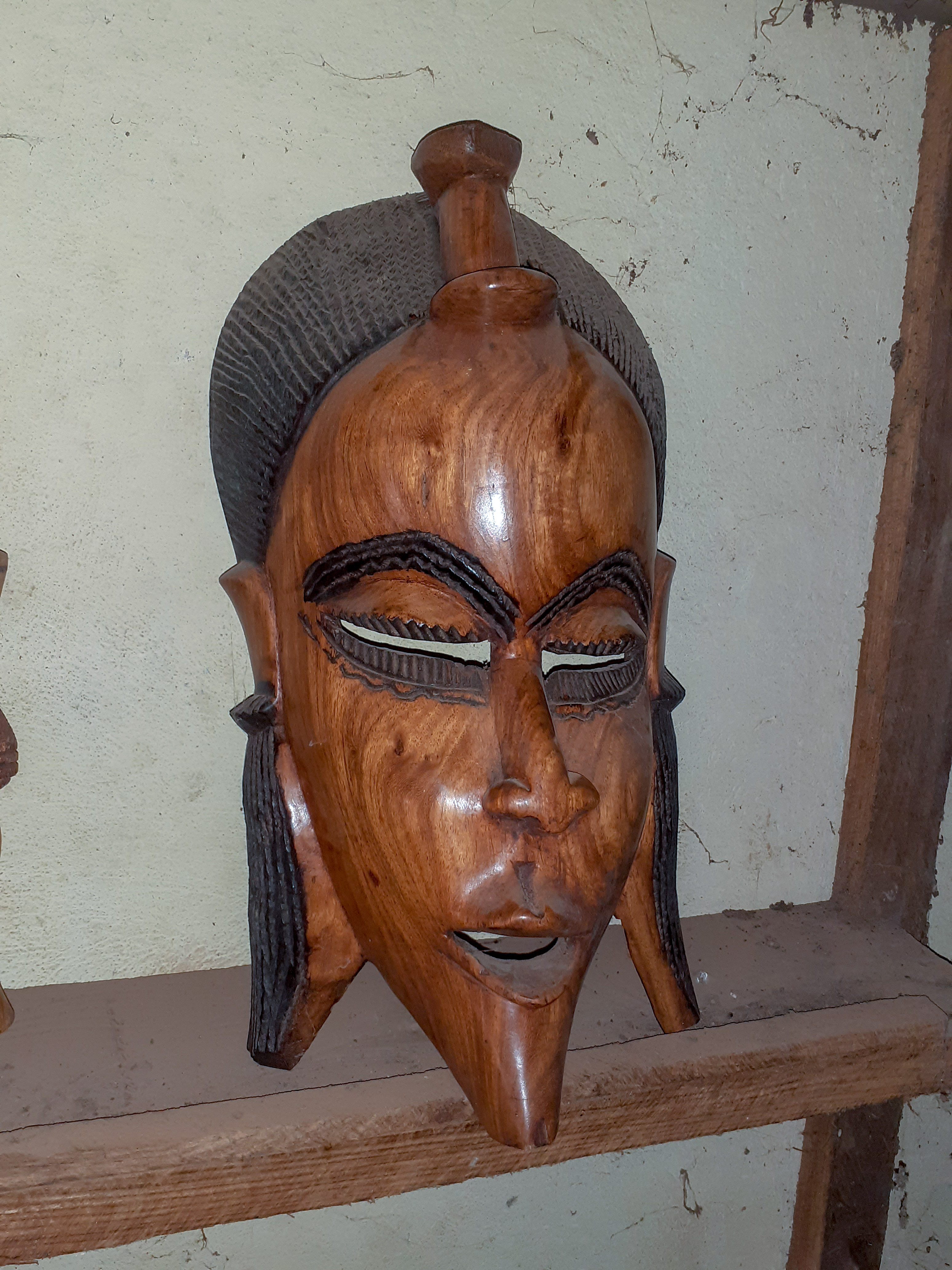

- Masque-cimier TonkongbaMasque-cimier Tonkongba

## Masques Nalou
- Masque de Kukuba

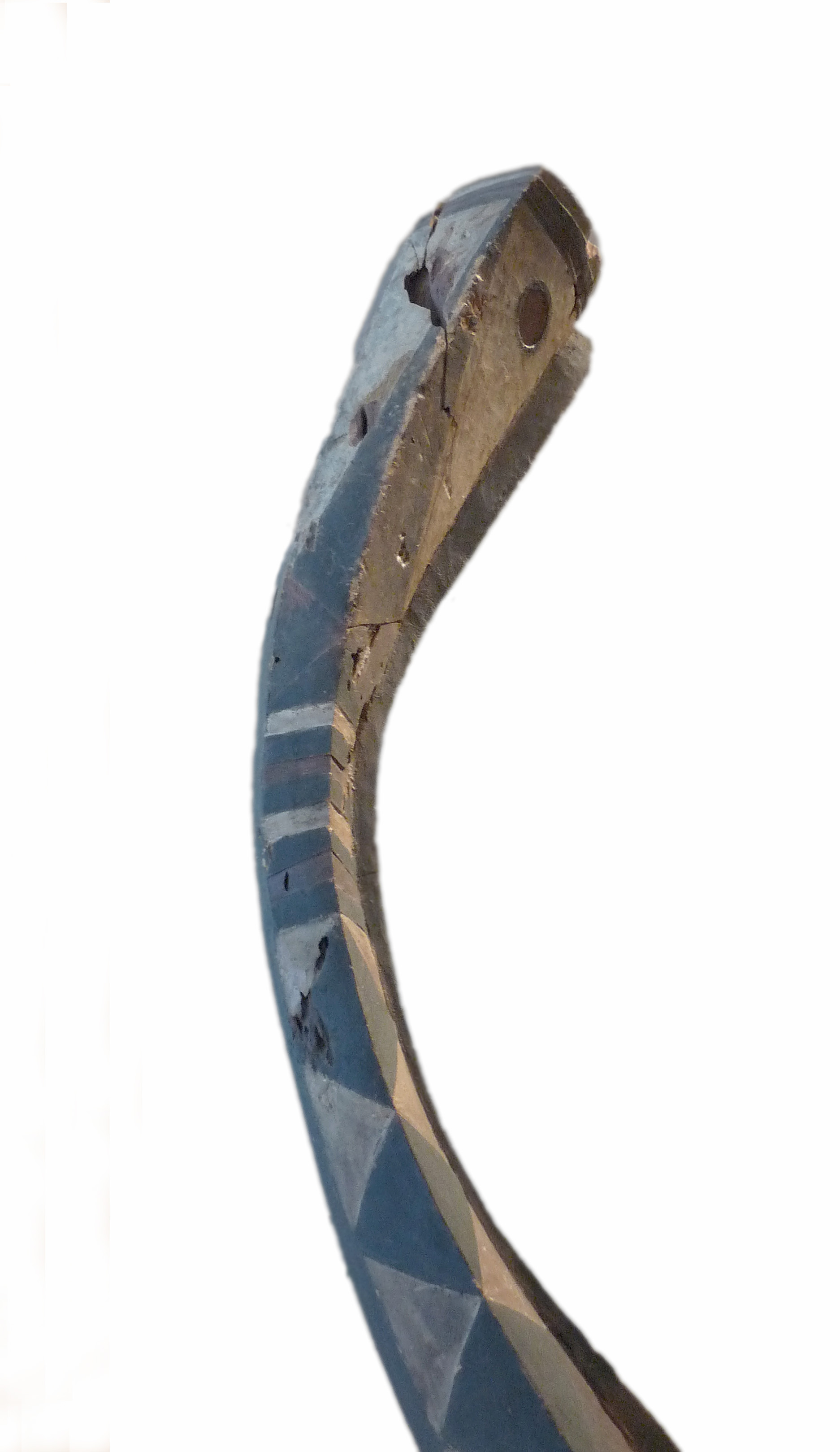
Masque-cimier mbanchong
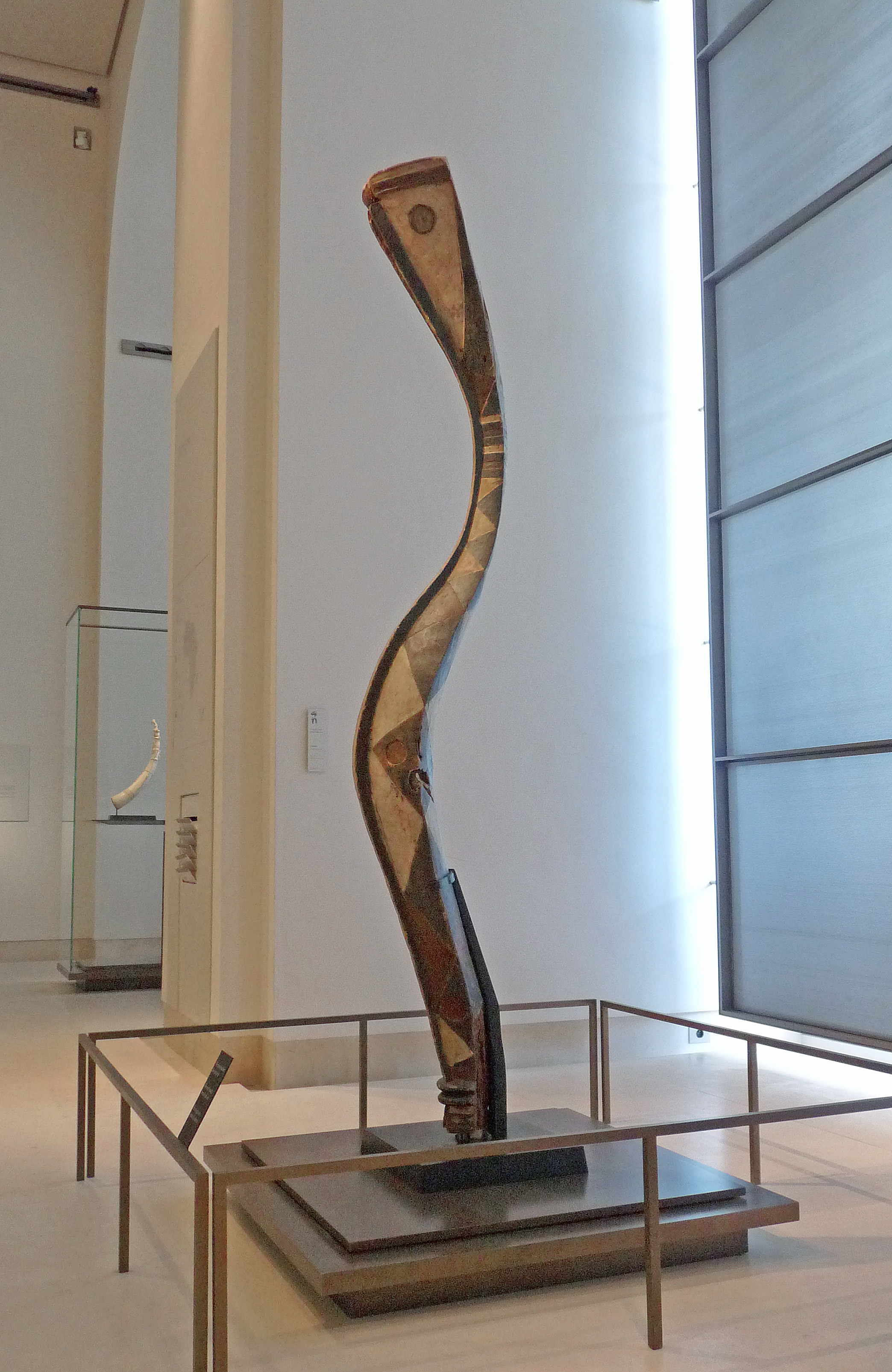
Masque-cimier (détail)  - Masque cimier detail
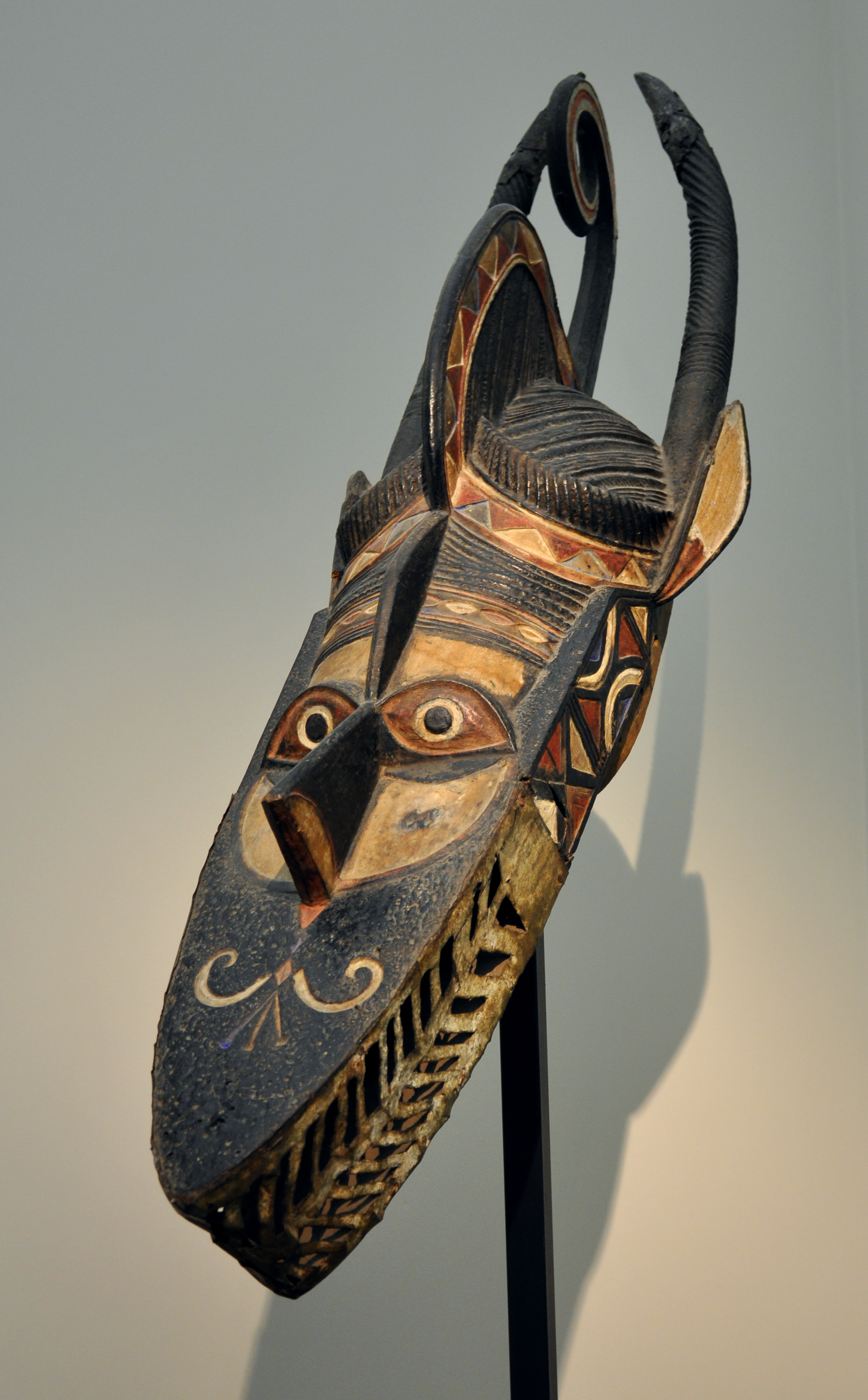
Masque de kakuba
  - Masque cimier 
  - Masque de kakuba

## Masques Toma
- Le  pkakologui est un masque rituel, utilisé au moment des cérémonies de décès des vieilles personnes dépositaires des coutumes ou gardien de la forêt sacré.
- L’homme oiseau: est un masque rituel, il sort lors des cérémonies de tatouage ou quand un membre de la confrérie meurt.
- Le bangogui: un masque sans caractère rituel, il est utiliser après la récolte, les jeunes filles et garçons se réunissent autour de ce masque, pour également tisser des fiançailles, composer de raphia et mythique. il a la possibilité de changer de formes et de tailles au fil de la danse[1].

## Masque Malinké

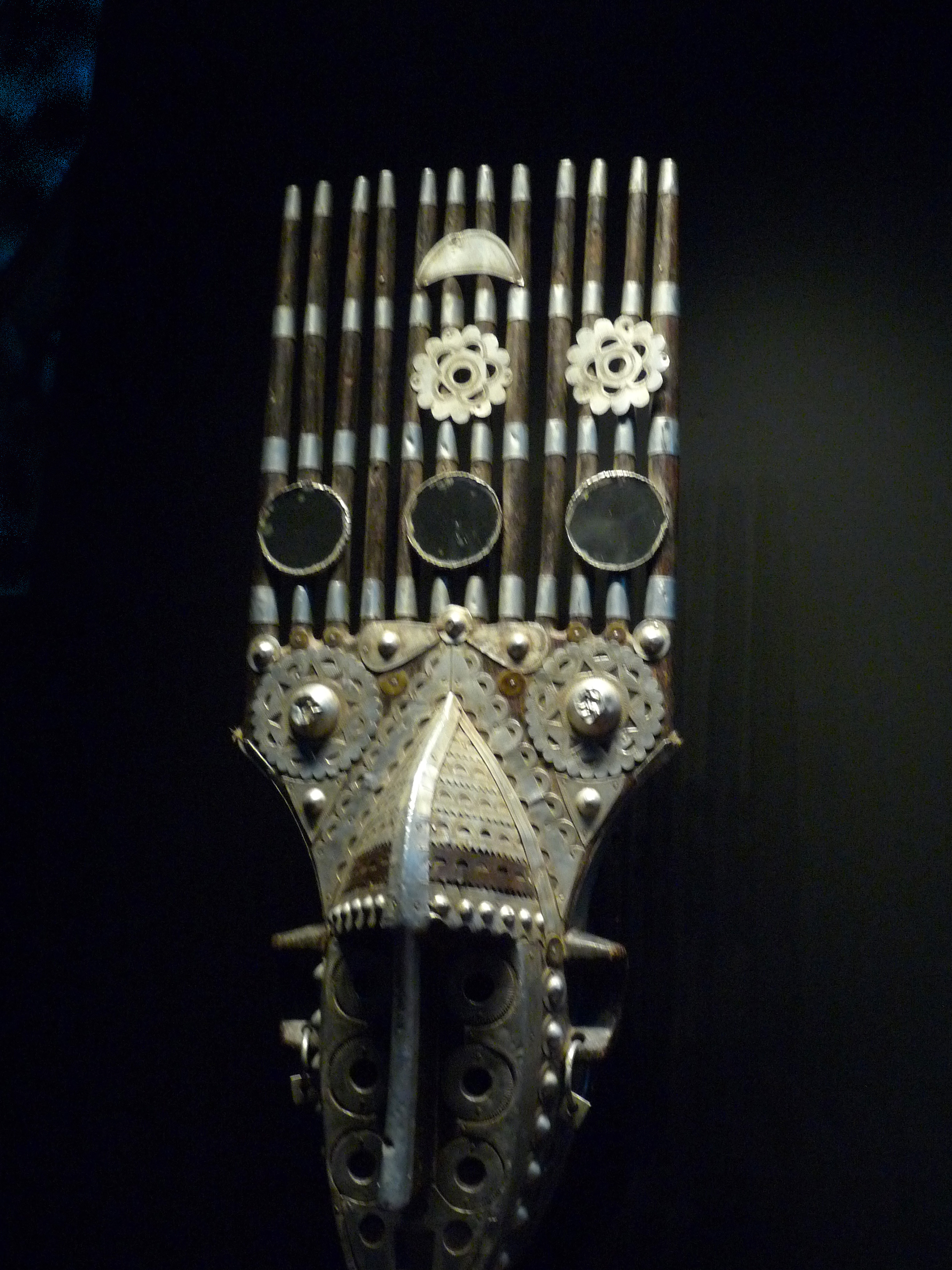
Masque Konde

## Masque kouranko

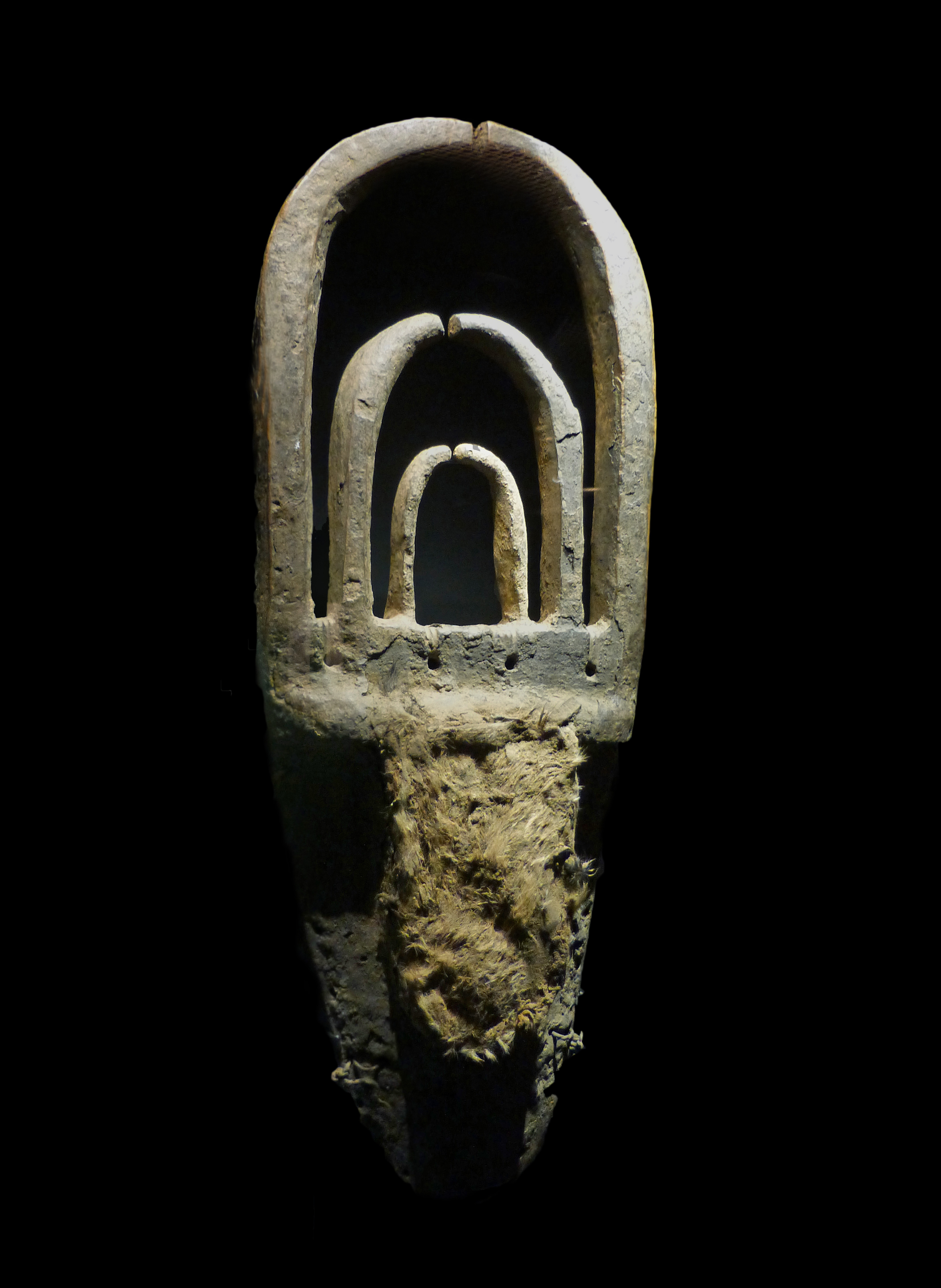
Masque autel (Liberia)
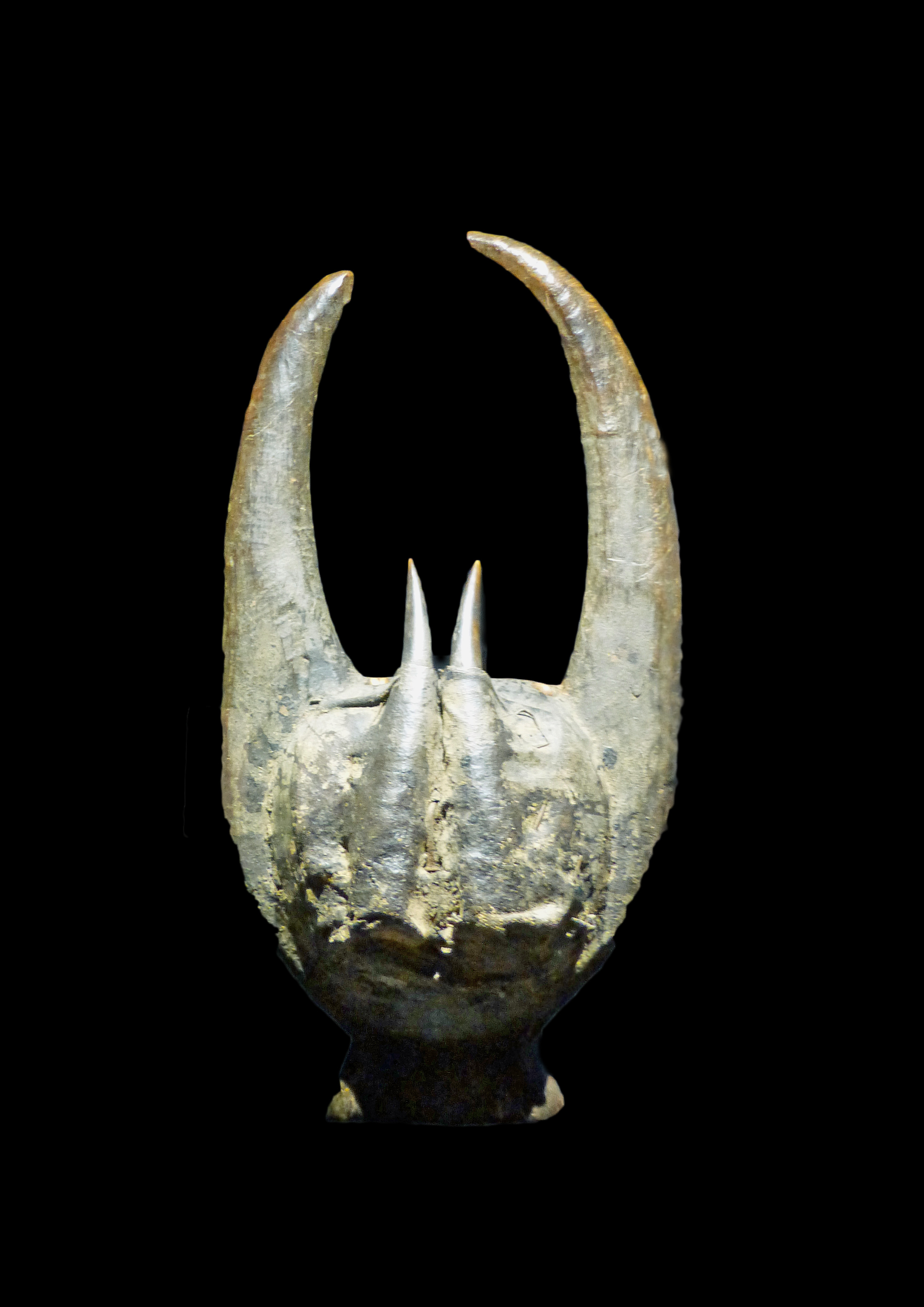
Masque (Liberia)
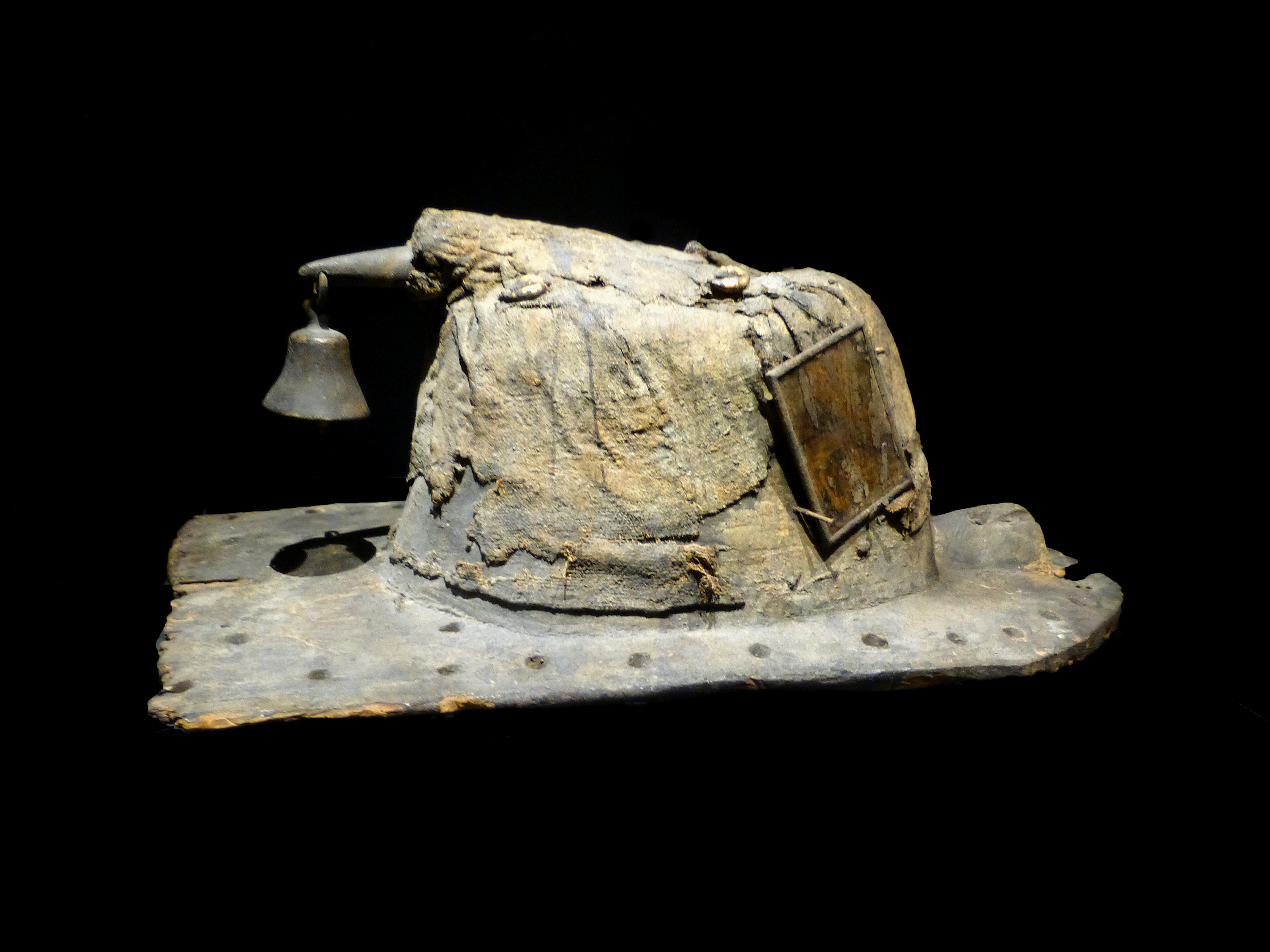
Masque autel (Guinée)
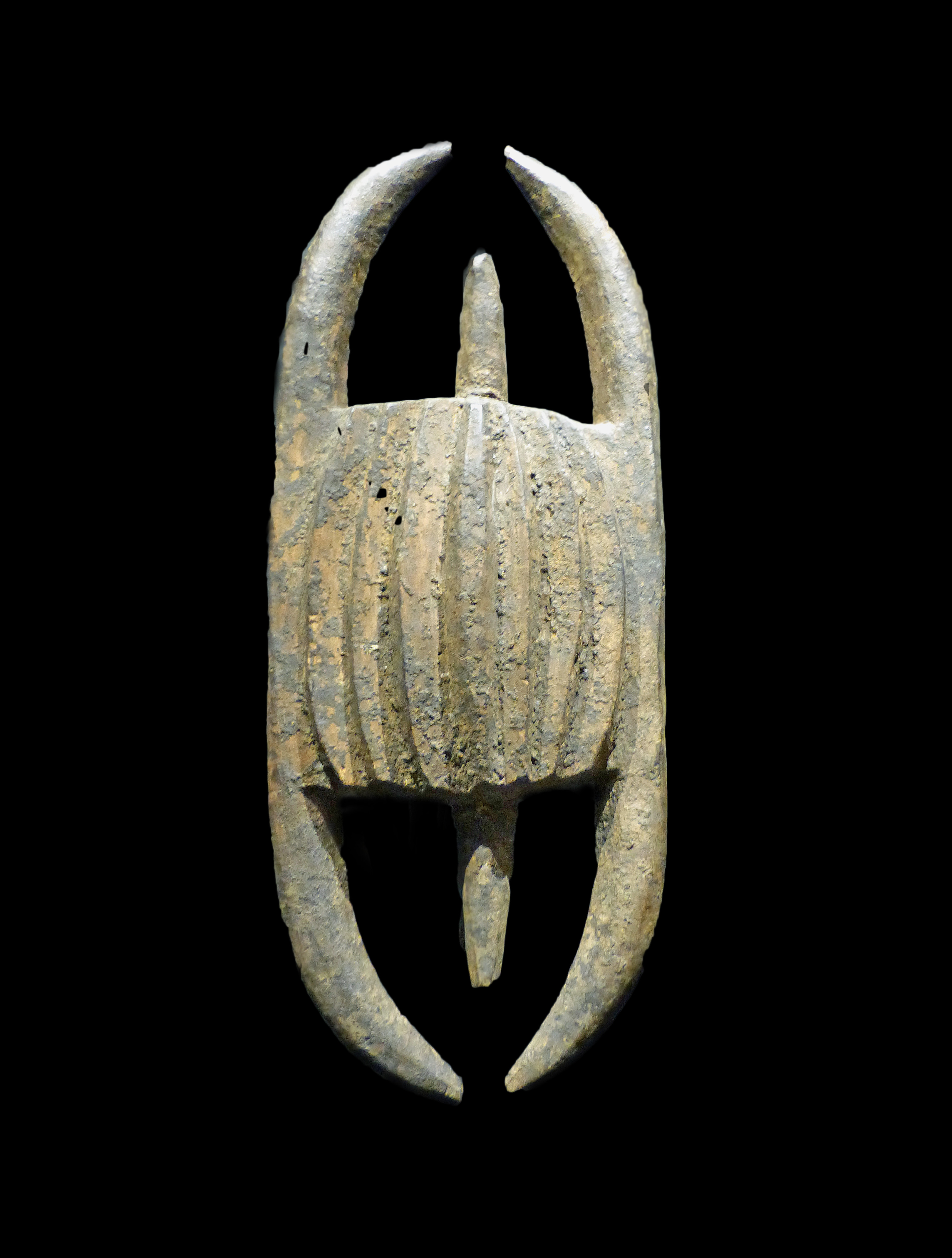
Masque (Guinée)

## Masques Toura

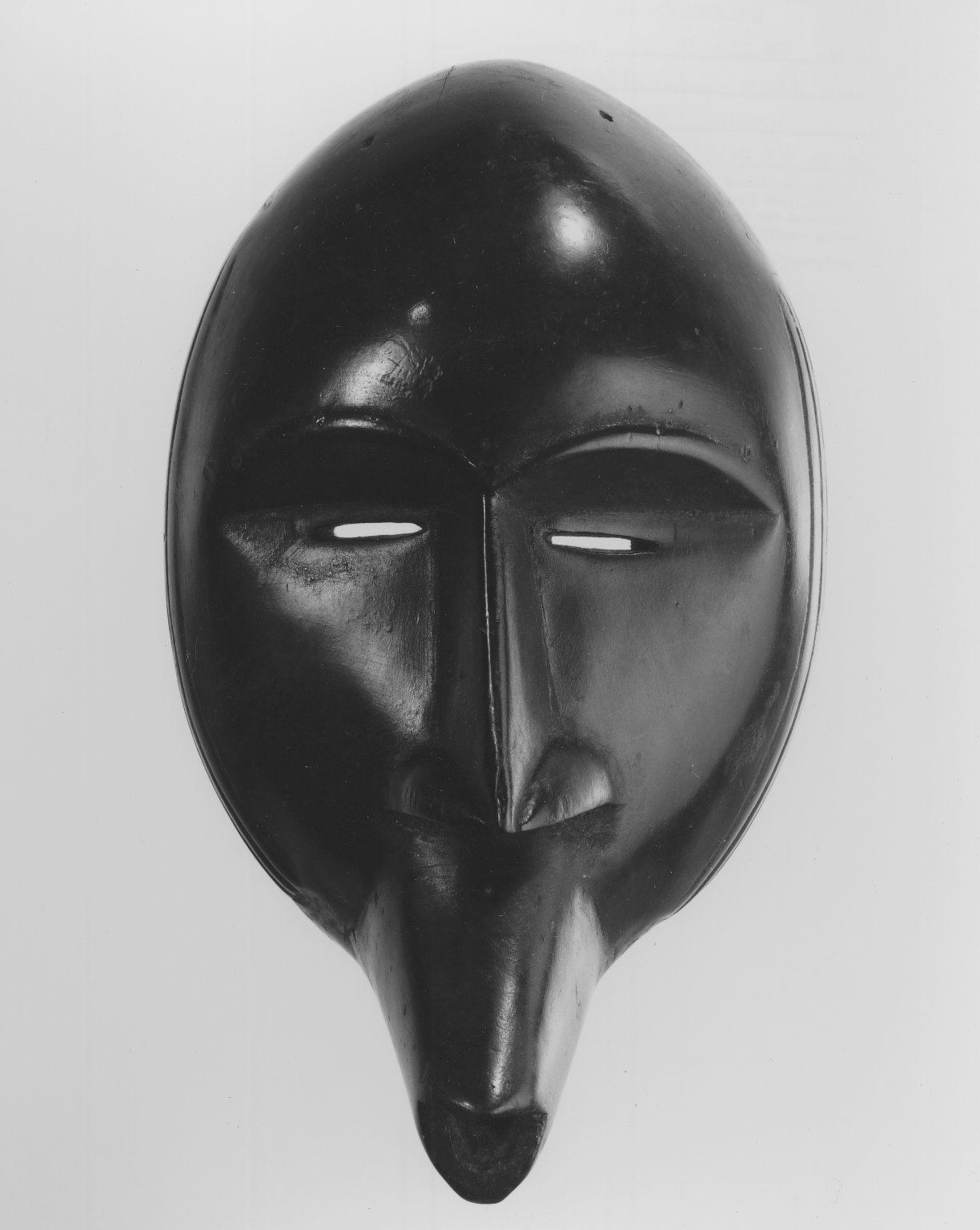
Masque toura

- Masque toura